# Zatoka Greifswaldzka
Zatoka Greifswaldzka (niem. Greifswalder Bodden, pol. Zatoka Gryfijska) – płytka zatoka Morza Bałtyckiego, w jego południowo-zachodniej części, u wybrzeży niemieckiego kraju związkowego Meklemburgia-Pomorze Przednie (powiaty: Vorpommern-Greifswald i Vorpommern-Rügen).
- głębokość
  - średnia: 5,6 m[3]
  - maksymalna: 13,5 m[3]

Na zachodzie Zatoki znajduje się ujście cieśniny Strelasund, przez które w tym miejscu przebiega trasa przeprawy promowej pomiędzy stałym lądem a rugijskim półwyspem Zudar. W akwenie Zatoki leżą niewielkie wyspy Vilm, Koos i Ruden, z których każda wchodzi w skład innego rezerwatu: Vilm – rezerwatu biosfery Südost-Rügen, Koos – rezerwatu Koos, zaś Ruden należy do Parku Natury Wyspa Uznam.
Wody Zatoki należą do słonawych wód brachicznych podobnie, jak np. wody Zalewu Szczecińskiego, stanowią mieszaninę słodkich wód rzecznych i słonych wód morskich o zasoleniu mniejszym niż średnie zasolenie Morza Bałtyckiego, ale wyższym niż zasolenie wód rzecznych.
U ujścia rzeki Ryck leży hanzeatyckie miasto Greifswald.